# Sapromyza chlorophthalma
Sapromyza chlorophthalma är en tvåvingeart som beskrevs av Zetterstedt 1838. Sapromyza chlorophthalma ingår i släktet Sapromyza och familjen lövflugor.
Artens utbredningsområde är Sverige. Inga underarter finns listade i Catalogue of Life.